# 陳天祥 (明朝)
陳天祥（1462年—1516年），字元吉，又字符吉，武功左衛軍籍直隸吳江縣人，明朝政治人物。

## 生平
順天府鄉試第一百十四名舉人。弘治九年（1496年）中式丙辰科會試第六十一名，三甲第一百二十九名。授青州府推官，十六年行取，十二月實授山东道监察御史，正德元年（1506年）巡按雲南，遷陕西西安府知府，擢山东按察司天津兵备副使，围剿刘六、齊彦明等流寇，六年五月捕获贼首宫大保，升俸一级，不久擢升太仆寺少卿仍管兵备事，九月升都察院右佥都御史，仍督捕盗贼，七年十一月被弹劾召回京听勘，八年六月改任贵州巡抚兼理军务，九年十月调任提督山西雁门宁武偏头三关左佥都御史，十年九月升左副都御史、提督陕西诸路军务，十一年正月以事竣乞致仕，命回京暂理院事，不久代替王云凤清理两浙福建盐法，八月道經吳江時卒於家，追赠南京兵部右侍郎。

## 家族
曾祖陳文賓；祖父陳煥，典史；父陳冕，布政司。前母朱氏；母阮氏。永感下。

## 延伸阅读
- 《国朝献征录》《都察院左副都御史陳天祥傳》